# 오목로
오목로(梧木路)는 서울특별시 양천구 신월동 과학수사연구원입구교차로에서 오목교까지를 잇는 도로이다. 지하철 5호선 신정역, 목동역, 오목교역 이 이 도로 위에 있다.
영등포 지역에서 인천·김포 방향으로 가는 지름길 구실을 하며, 지금도 영등포와 강서 지역을 연결해 주는 주요 도로로 이용되고 있다.

## 역사
1972년 11월 26일 서울특별시 고시로 영등포구청 - 경인고속도로 구간에 현 도로명을 최초 부여하였다. 명칭은 이 길의 기점인 안양천에 놓인 오목교에서 따 왔다.

## 노선
- 과학수사연구원입구 - 서울강서초등학교 - 신월2동주민센터 - 양강중학교 - 신정역 - 영상고교입구 - 목동역 - 오목지하차도 - 오목교역 - 오목교

## 연결 및 교차 도로
기점인 과학수사연구원입구에서 남부순환로와 교차되고 , 종점인 오목교에서 영등포로로 연결되고 서부간선도로와 교차한다.
월정로, 중앙로, 은행정로, 신정중앙로, 목동로, 목동서로, 목동동로와 교차한다.

## 주요 건물 및 시설
- 신정역 목동역 오목교역
- 서울강서초등학교 (서울특별시 양천구 오목로 31)
- 서울양강초등학교 (서울특별시 양천구 오목로 101)